# Alexander Moyzes
Alexander Moyzes (Kláštor pod Znievom, 4 september 1906 – Bratislava, 20 november 1984) was een Tsjecho-Slowaaks componist.
Hij werd geboren in het stadje Kláštor pod Znievom, in de 21e eeuw liggend in Slowakije maar destijds in de dubbelmonarchie Oostenrijk-Hongarije. De muziek werd hem met de paplepel ingegeven door zijn vader Mikuláš Moyzes. In 1925 diende hij zich aan bij het Conservatorium van Praag, waar hij orgel, dirigeren en componeren bestudeerde. Hij studeerde af in 1929 met zijn Symfonie nr. 1 opus 4 en begon privélessen te nemen bij Vítězslav Novák, die hem wees op de eigen volksmuziek. Moyzes was toen al aan zijn opus 10 toe: Ouverture voor orkest.
Moyzes begon zelf met lesgeven in 1929 toen hij verbonden werd aan de Academie voor muziek en drama in Bratislava. Vanaf 1941 was hij professor compositieleer aan het Conservatorium van Bratislava. Hij was ook betrokken bij de muzieksamenstelling van de stedelijke omroep Radio Bratislava, een baan die hij in 1948 opgaf. Toen de Muziekacademie van Bratislava werd opgericht was hij een van de docenten, alwaar hij een hele reeks Tsjecho-Slowaakse componisten zou opleiden. Aan de genoemde academie zou hij ook enige tijd rector zijn. Bovendien maakte hij deel uit van de bestuurslaag binnen de Slowaakse muziekwereld, maar dat voornamelijk werd overheerst door het Tsjechische landsdeel.
Zijn composities bevinden zich in de stijlen laat- neoromantiek en voor een gedeelte ook binnen de tradities van het Socialistisch realisme. Hij waagde af en toe een uitstap naar modernere stijlen, maar dat werd van overheidswege afgekeurd. Alhoewel hij wordt gezien als de leidende componist van Slowakije (het land werd in 1993 zelfstandig) is zijn discografie beperkt. Zijn twaalf symfonieën (Symfonie nr. 1 draagt opus 4; symfonie nr. 12 opus 83) zijn alle uitgegeven via budgetlabel Naxos (eerder bij Marco Polo uitgebracht), andere opnames zijn van Bij de rivier Vah, Dansen van Gemer, een jazzsonate voor twee piano’s en Dansen van Pohronie. De werken van de componist werden in Nederland zelden uitgevoerd. Het Koninklijk Concertgebouworkest heeft bijvoorbeeld nimmer een werk van hem gespeeld en ook in de concertreeks Proms in Londen is nooit een werk van hem ten gehore gebracht. In 2019 heeft "zijn" muziekuitgeverij Sikorski slechts negen werken van hem in druk, waaronder Symfonie nr. 4.
- Gemeinsame Normdatei: 133513637
- International Standard Name Identifier: 0000 0000 8355 4287
- Library of Congress Control Number: n84089505
- Nationale Bibliotheek van Letland: 000343090
- MusicBrainz: c51f2f6a-e60b-44f5-98c4-b01a65ee6b28
- Nationale Bibliotheek van Tsjechië: jo20010086373
- Nationale Bibliotheek van Israël: 987007330137605171
- Nederlandse Thesaurus van Auteursnamen: 107168456
- SNAC: w6z159gr
- Virtual International Authority File: 8578007
- WorldCat: E39PBJbGWMx84qQyymfVgMBkjC